# Itinerario dei fumetti di Bruxelles

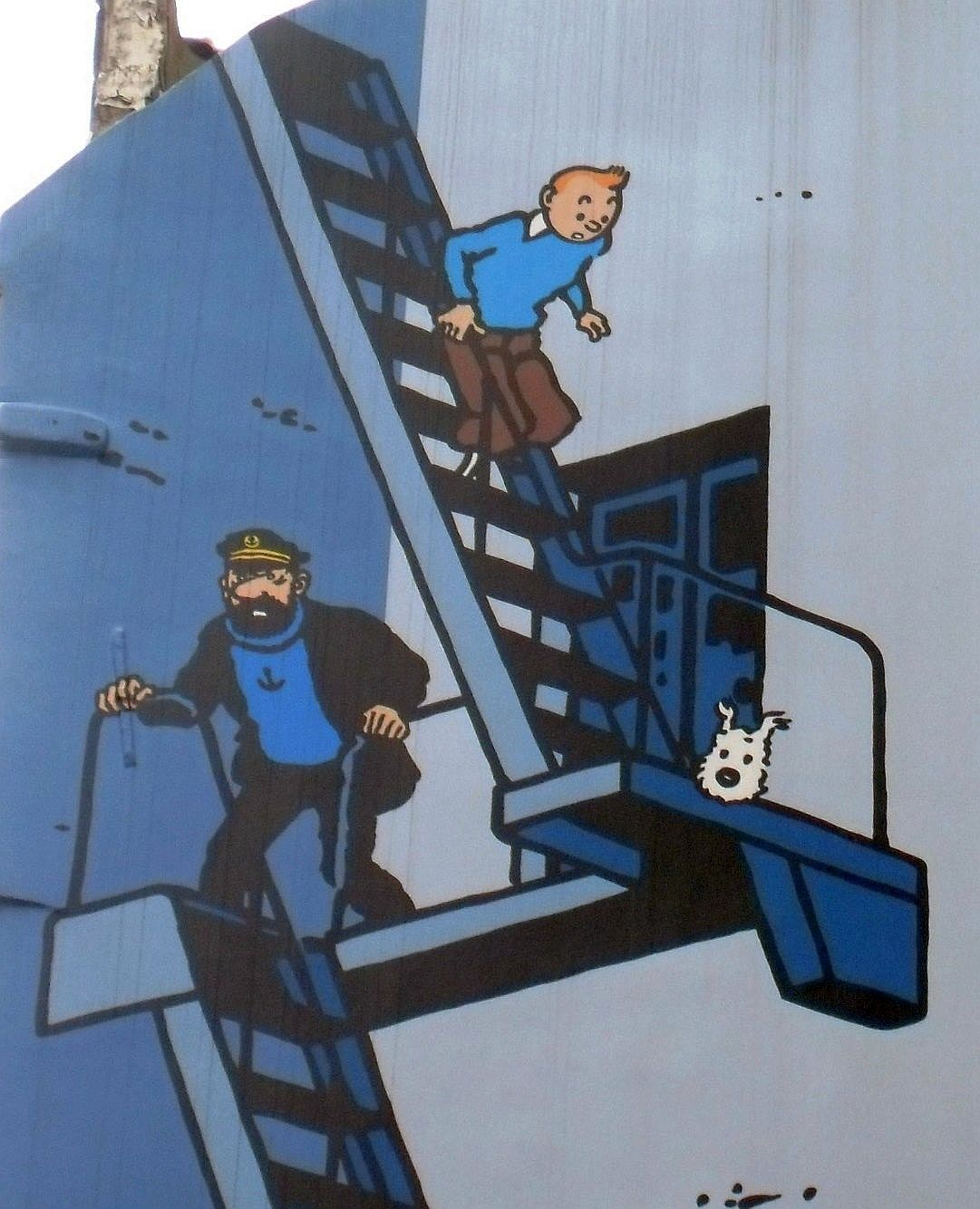
Murale raffigurante una scena de L'affare Girasole di Hergé, con protagonisti Tintin, il Capitano Haddock e Milù. Sulla rue de l'Étuve (o Stoofstraat).

L'Itinerario dei fumetti di Bruxelles (in francese Parcours BD de Bruxelles, in olandese Lijst van stripmuren in Brussel, in tedesco Comic-Strip-Route in Brüssel) è un percorso d'arte e turismo, costituito da un insieme di affreschi urbani, concepiti e ispirati dai personaggi e dalle storie della produzione fumettistica nazionale, principalmente, ma anche francese, italiana e svizzera.
I dipinti murali ricoprono le pareti di numerosi bastioni nel centro della capitale belga, così come nel quartiere di Laeken ed anche nel comune di Auderghem.

## Storia
Il progetto fu avviato nel 1991, su iniziativa di Michel Van Roye, assessore alla Propreté Publique (lett. "Pulizia Pubblica"), e da Patrick Lowie, responsabile principale del progetto presso il comune di Bruxelles, e con la collaborazione del Centro belga del fumetto. Inizialmente si trattava solo di mascherare o abbellire l'uno o l'altro frontone o tratto di mura della città (i frontoni della città erano spesso il luogo dove gli abitanti depositavano i loro rifiuti, lo scopo del progetto era quindi quello di ridurre gli scarichi abusivi della spazzatura) che è considerata una delle capitali del fumetto. Fu anche attuato per ricordare a residenti e visitatori che molti fumetti, conosciuti in tutto il mondo, sono stati ideati e sviluppati proprio a Bruxelles. Ad oggi sono presenti più di una quarantina di affreschi, soprattutto a Pentagone (letteralmente il "Pentagono", il centro della città), la cui fruizione turistica offre l'opportunità di esplorare anche i quartieri circostanti.

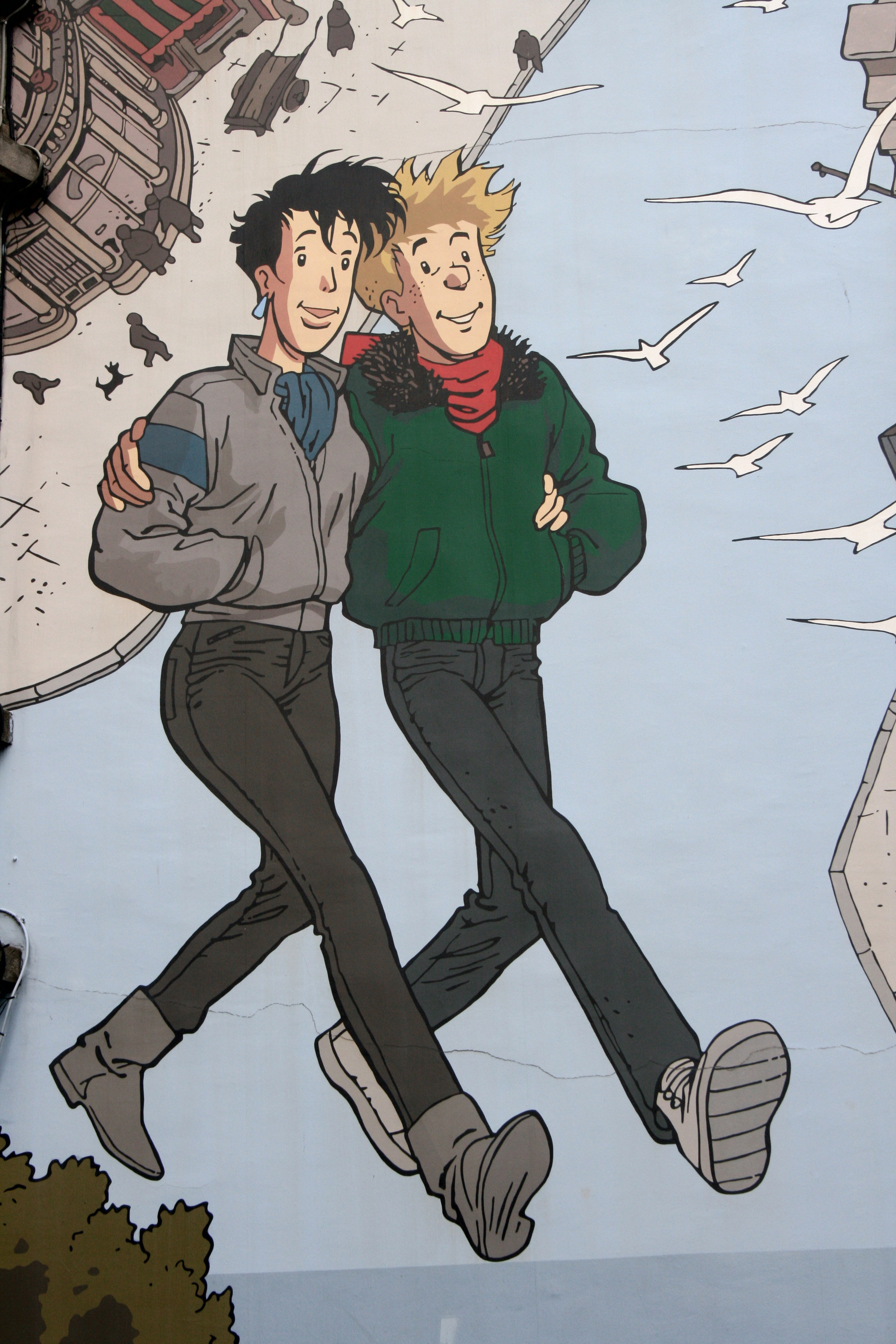
Dettaglio di Broussaille, ultimato nel settembre del '99.

Il primo affresco ad esser realizzato fu la coppia della serie a fumetti di Broussaille, e inaugurato nel luglio 1991 seguendo un progetto originale dell'autore, Frank Pé. Si trova all'incrocio tra rue du Marché au Charbon e rue Plattesteen. È stato pure restaurato e leggermente modificato nel 1999 dall'organizzazione “Art Mural”.
Ad Auderghem un affresco in omaggio allo Scrameustache, il simpatico extraterrestre inventato da Gos (pseudonimo di Roland Goossens), su una superficie di 50 m², fu inaugurato ufficialmente il 15 novembre 2008 alla presenza dell'autore stesso e di suo figlio Walt (Walter Goossens). Per l'occasione, Gos dichiarò rallegrato che «gli extraterrestri siano finalmente riconosciuti a Bruxelles».
Ogni anno compaiono nuovi affreschi, ad esempio, nel luglio 2011, quello raffigurante Yoko Tsuno, l'ingegnera elettronica giapponese ideata da Roger Leloup, o nel 2013, la coppia di Aaricia e Thorgal Aegirsson, personaggi immaginati da Rosiński e Van Hamme.
Nel 2019, l'affresco de Il marchio giallo, storia tratta dalle avventure di Blake e Mortimer, era inizialmente collocato all'angolo tra la rue du Houblon e la rue du Grand-Serment, ma poi è stato coperto permanentemente da un nuovo edificio. L'affresco è stato reinstallato nel 2020 su un altro muro a rue du Temple, nel quartiere di Marolles.
È stato anche definito un intinerario turistico specifico attraverso la città alla scoperta di queste opere murali e su dove sono collocate.

## Elenco degli affreschi

### Elenco degli affreschi nel centro della città
L'elenco degli affreschi è stato ordinato secondo un criterio di prossimità tra i vari dipinti murali. Poiché l'insieme degli affreschi costituiscono l'Itinerario del Fumetto di Bruxelles, questo criterio permette di visualizzare un piano logico per seguire l'itinerario. Tuttavia, non esiste un punto di partenza o uno di fine. L'elenco è stato organizzato partendo dagli affreschi centrali di rue du Marché au Charbon e terminando vicino alla stazione di Bruxelles Sud.
| Numero | Fumetto parietale                                                   | Image | Autore del fumetto                | Data                                                  | Realizzatore dell'affresco                                                            | Luogo della città                                                | Superficie  | Informazione |
| ------ | ------------------------------------------------------------------- | ----- | --------------------------------- | ----------------------------------------------------- | ------------------------------------------------------------------------------------- | ---------------------------------------------------------------- | ----------- | --- |
| 1      | Victor Sackville                                                    |       | Francis Carin                     | agosto 2002                                           | Art Mural asbl. Oreopoulos G. Vandegeerde D.                                          | Rue du Marché au Charbon / Rue Plattesteen                       | ± 60 m²     | |
| 2      | Broussaille                                                         |       | Frank Pé                          | settembre 1999                                        | ART MURAL asbl. Mangnay J.-Y. Oreopoulos G. Pieterhons R. Vandegeerde D.              | Rue du Marché au Charbon / Rue Plattesteen                       | ± 45 m²     | |
| 3      | Le Passage                                                          |       | François Schuiten                 | luglio 1995                                           | ART MURAL asbl. Oreopoulos G. Vandegeerde D.                                          | Rue du Marché au Charbon 17                                      | ± 20 m²     | |
| 4      | Ric Hochet                                                          |       | Tibet                             | novembre 1994                                         | ART MURAL asbl. Oreopoulos G. Vandegeerde D.                                          | Rue du Bon Secours 9                                             | ± 30 m²     | |
| 5      | Tintin                                                              |       | Hergé                             | luglio 2005                                           | ART MURAL asbl. Oreopoulos G. Vandegeerde D.                                          | Rue de l'Étuve 33                                                | ± 36 m²     | |
| 6      | Olivier Rameau                                                      |       | Dany                              | giugno 1997                                           | ART MURAL asbl. Oreopoulos G. Vandegeerde D.                                          | Rue du Chêne 9                                                   | ± 60 m²     | Personaggi, dall'alto al basso e da sinistra a destra: Le Grand Pas sage Ebouriffon, Olivier Rameau, Colombe Tiredaile, i 3 Ziroboudon, Monsieur Pertinent e il nano Colossale. |
| 7      | Le Jeune Albert                                                     |       | Yves Chaland                      | maggio 2000                                           | ART MURAL asbl. Mangnay J.-Y. Oreopoulos G. Pieterhons R. Vandegeerde D.              | Rue des Alexiens 49                                              | ± 110 m²    | |
| 8      | Monsieur Jean                                                       |       | Dupuy-Berberian                   | novembre 2002                                         | ART MURAL asbl. Oreopoulos G. Vandegeerde D.                                          | Rue des Bogards / Rue du Midi                                    | ± 64 m²     | |
| 9      | XIII                                                                |       | William Vance Jean Van Hamme      | 14 ottobre 2010                                       | ART MURAL asbl. Oreopoulos G. Vandegeerde D. Kuleczko R.                              | Rue Philippe de Champagne 33                                     | ± 43 m²     | |
| 10     | Yoko Tsuno                                                          |       | Roger Leloup                      | giugno 2011                                           | ART MURAL asbl. Oreopoulos G. Vandegeerde D. Ardila Aguirre A. Kuleczko R. Dussart G. | Rue Terre-Neuve 15                                               | ± 55 m²     | |
| 11     | Isabelle e Calendula                                                |       | Will                              | ottobre 1997 (cancellato nel 2016)                    | ART MURAL asbl. Oreopoulos G. Vandegeerde D.                                          | Rue de la Verdure 13                                             | ± 86 m²     | |
| 12     | Thorgal et Aaricia                                                  |       | Grzegorz Rosinski Jean Van Hamme  | novembre 2013                                         | URBANA ASBL                                                                           | 2a Place Anneessens                                              | Inconnu     | |
| 13     | Néron                                                               |       | Marc Sleen                        | maggio 1995                                           | ART MURAL asbl. Oreopoulos G. Vandegeerde D.                                          | Place Saint-Géry                                                 | ± 40 m²     | |
| 14     | L'Ange                                                              |       | Yslaire                           | maggio 1998                                           | ART MURAL asbl. Oreopoulos G. Vandegeerde D.                                          | Rue des Chartreux 19                                             | ± 22 m²     | |
| 15     | Asterix & Obélix                                                    |       | Goscinny e Uderzo                 | agosto 2005                                           | ART MURAL asbl. Oreopoulos G. Vandegeerde D. Marcelle Bordier Koen Weiss              | Rue de la Buanderie 15                                           | ± 145 m²    | |
| 16     | Lucky Luke                                                          |       | Morris                            | giugno 1993                                           | ART MURAL asbl. Oreopoulos G. Vandegeerde D.                                          | Rue de la Buanderie / Rue 't Kindt                               | ± 180 m²    | |
| 17     | Cori le Moussaillon (Hommage)                                       |       | Bob de Moor                       | settembre 1998                                        | ART MURAL asbl. Oreopoulos G. Vandegeerde D.                                          | Rue des Fabriques 21                                             | ± 48 m²     | |
| 18     | Les Rêves de Nic                                                    |       | Hermann Huppen                    | ottobre 1999                                          | ART MURAL asbl. Mangnay J.-Y. Oreopoulos G. Pieterhons R. Vandegeerde D.              | Rue des Fabriques / Rue de la Senne                              | ± 160 m²    | |
| 19     | Caroline Baldwin                                                    |       | André Taymans                     | giugno 2003                                           | ART MURAL asbl. Oreopoulos G. Vandegeerde D.                                          | Rue de la Poudrière 10                                           | ± 150 m²    | |
| 20     | Blake e Mortimer                                                    |       | Edgar P. Jacobs                   | maggio-giugno 2005                                    | ART MURAL asbl. Oreopoulos G. Vandegeerde D.                                          | Rue du Houblon 24                                                | ± 104 m²    | |
| 21     | Cubitus                                                             |       | Dupa                              | ottobre 1994                                          | ART MURAL asbl. Oreopoulos G. Vandegeerde D.                                          | Rue de Flandre 109                                               | ± 35 m²     | |
| 22     | Billy the Cat                                                       |       | Stéphane Colman e Stephen Desberg | luglio 2000                                           | ART MURAL asbl. Mangnay J.-Y. Oreopoulos G. Pieterhons R. Vandegeerde D.              | Rue d'Ophem 24                                                   | ± 50 m²     | |
| 23     | Bob et Bobette                                                      |       | Willy Vandersteen                 | giugno 1995                                           | ART MURAL asbl. Oreopoulos G. Vandegeerde D.                                          | Rue de Laeken 116                                                | ± 25 m²     | |
| 24     | F.C. De Kampioenen                                                  |       | Hec Leemans                       | aprile 2011 (cancellato)                              | ART MURAL asbl. Oreopoulos G. Vandegeerde D. Ardila Aguirre A. Kuleczko R. Dussart G. | Rue du Canal 27                                                  | ± 90 m²     | |
| 25     | Corto Maltese                                                       |       | Hugo Pratt                        | agosto-settembre 2009                                 | ART MURAL asbl. Oreopoulos G. Vandegeerde D. Ardila Aguirre A. Kuleczko R. Dussart G. | Quai des péniches, ad ancolo con quai de la Voirie               | ± 850 m²    | |
| 26     | La Vache                                                            |       | Johan De Moor                     | marzo-aprile 1999                                     | ART MURAL asbl. d’Hainaut E. Oreopoulos G. Vandegeerde D.                             | Rue du Damier 23                                                 | 32 m²       | |
| 27     | Statua di Gaston Lagaffe                                            |       | André Franquin                    | febbraio 1996                                         | Delhaize Le Lion                                                                      | Boulevard Pachéco / Rue des Sables                               | -           | |
| 28     | Le Scorpion                                                         |       | Enrico Marini                     | maggio 2002                                           | ART MURAL asbl. Oreopoulos G. Vandegeerde D.                                          | Rue du Treurenberg 16                                            | ± 35 m²     | |
| 29     | Poje                                                                |       | Cauvin Carpentier                 | Sconosciuto                                           | ART MURAL asbl. Oreopoulos G. Vandegeerde D.                                          | Rue de l'Ecuyer 55 / Rue de dominicains                          | Sconosciuto | |
| 30     | Gaston Lagaffe                                                      |       | André Franquin                    | febbraio 2007                                         | ART MURAL asbl. Oreopoulos G. Vandegeerde D.                                          | Rue de l'Écuyer 9                                                | ± 39 m²     | |
| 31     | Quick et Flupke                                                     |       | Hergé                             | luglio 1996 (cancellato nel 2015)                     | ART MURAL asbl. Oreopoulos G. Vandegeerde D.                                          | Coin Rue des Capucins et Rue Haute 191                           | ± 150 m²    | |
| 32     | Odilon Verjus                                                       |       | Laurent Verron Yann le Pennetier  | giugno 2004                                           | ART MURAL asbl. Oreopoulos G. Vandegeerde D.                                          | Rue des Capucins 13                                              | ± 33 m²     | |
| 33     | Blondin et Cirage                                                   |       | Jijé                              | novembre 1998                                         | ART MURAL asbl. Oreopoulos G. Vandegeerde D.                                          | Rue des Capucins 15                                              | ± 32 m²     | |
| 34     | Passe-moi l’ciel                                                    |       | Stuf e Janry                      | luglio 2002                                           | ART MURAL asbl. Oreopoulos G. Vandegeerde D.                                          | Rue des Minimes 91                                               | ± 28 m²     | |
| 35     | Boule e Bill                                                        |       | Jean Roba                         | 1992, ricreato nella stessa posizione nel maggio 2014 | ART MURAL asbl. Oreopoulos G. Vandegeerde D.                                          | Rue du Chevreuil 19                                              | 30 m²       | |
| 36     | La Patrouille des Castors                                           |       | Mitacq                            | aprile 2003                                           | ART MURAL asbl. Oreopoulos G. Vandegeerde D.                                          | Rue Blaes 200, pignon arrière rue Pieremans 47                   | ± 50 m²     | |
| 37     | Jojo                                                                |       | André Geerts                      | settembre 1996                                        | ART MURAL asbl. Oreopoulos G. Vandegeerde D.                                          | Rue Pieremans 41                                                 | ± 56 m²     | |
| 38     | Le Chat                                                             |       | Philippe Geluck                   | agosto 1993                                           | ART MURAL asbl. Oreopoulos G. Vandegeerde D.                                          | Bld du Midi 87                                                   | ± 80 m²     | |
| 39     | Ritratti di Tintin et Milou                                         |       | Hergé                             | Sconosciuto                                           | Les Éditions du Lombard                                                               | Avenue Paul-Henri Spaak 7                                        | -           | |
| 40     | Tintin en Amérique                                                  |       | Hergé                             | gennaio 2007                                          | -                                                                                     | Hall de la Gare du Midi                                          | Inconnu     | |
| 41     | Signor Spaghetti                                                    |       | Dino Attanasio                    | Sconosciuto                                           | Sconosciuto                                                                           | Rue van Bergen                                                   | Inconnu     | |
| 42     | Yakari                                                              |       | Derib e Job                       | Sconosciuto                                           | Sconosciuto                                                                           | rue Dethy                                                        | Sconosciuto | |
| 43     | Jardin aux fleurs                                                   |       | Brecht Evens                      | dicembre 2017                                         | Sconosciuto                                                                           | À l'angle de la rue du Grand-Serment et de la rue du Char        | ± 415 m²    | |
| 44     | (NL) De onvrijwillige avonturen van Stam & Pilou (FR) Stam et Pilou |       | De Marck et De Wulf               | 2011                                                  | -                                                                                     | La Fleur en Papier Doré (bar), Rue des Alexiens 53-55 (NL) 53-55 | ± 21 m²     | |

### Elenco degli affreschi a Laeken
| Numero | Fumetto parietale  | Image | Autore del fumetto                 | Data           | Realizzatore dell'affresco                                                            | Luogo                                         | Superficie |
| ------ | ------------------ | ----- | ---------------------------------- | -------------- | ------------------------------------------------------------------------------------- | --------------------------------------------- | ---------- |
| 1      | Titeuf             |       | Zep                                | settembre 2006 | Art Mural asbl. Oreopoulos G. Vandegeerde D. Weiss K. Ardila Aguirre A.               | Avenue Émile Bockstael 1                      | ± 160 m²   |
| 2      | Gil Jourdan        |       | Maurice Tillieux                   | maggio 2009    | Art Mural asbl. Oreopoulos G. Vandegeerde D. Ardila Aguirre A. Kuleczko R.            | Rue Léopold 1er / Rue Thys-Vanham             | ± 77 m²    |
| 3      | Natacha            |       | François Walthéry                  | ottobre 2009   | Art Mural asbl. Oreopoulos G. Vandegeerde D. Ardila Aguirre A. Kuleczko R. Dussart G. | Rue Jan Bollen, 23                            | ± 200 m²   |
| 4      | Martine            |       | Marcel Marlier et Gilbert Delahaye | ottobre 2004   | Art Mural asbl. Oreopoulos G. Vandegeerde D.                                          | Avenue de la Reine 325 / Rue Stéphanie        | ± 180 m²   |
| 5      | Le Roi des mouches |       | Mezzo                              | giugno 2007    | Art Mural asbl. Oreopoulos G. Vandegeerde D. Pieterhons R.                            | Rue Hubert Stiernet 23                        | ± 96 m²    |
| 6      | Lincoln            |       | Olivier Jouvray et Jérôme Jouvray  | maggio 2006    | Art Mural asbl. Oreopoulos G. Vandegeerde D.                                          | Rue des Palais Outre-Ponts / Rue de la Grotte | ± 120 m²   |
| 7      | Kiekeboe           |       | Robert Merhottein                  | aprile 2009    | Art Mural asbl. Oreopoulos G. Vandegeerde D. Ardila Aguirre A. Kuleczko R.            | Av. du Gros Tilleul / Av. de Madrid           | ± 81 m²    |
| 8      | Petit Spirou       |       | Tome et Janry                      | maggio 1996    | Art Mural asbl. Oreopoulos G. Vandegeerde D.                                          | Boulevard du Centenaire, Place de Bruparck    | ± 50 m²    |
| 9      | Marsupilami        |       | André Franquin                     | maggio 2013    | Farmprod                                                                              | Avenue Houba de Strooper, 141                 |            |

### Elenco degli affreschi di Auderghem
| Numero | Fumetto parietale | Image | Autore del fumetto | Data          | Realizzatore dell'affresco | Luogo                  | Superficie  |
| ------ | ----------------- | ----- | ------------------ | ------------- | -------------------------- | ---------------------- | ----------- |
| 1      | Gil Jourdan       |       | Maurice Tillieux   | ottobre 2006  | Sconosciuto                | Rue du Vieux Moulin 56 | Sconosciuta |
| 2      | Gil Jourdan       |       | Maurice Tillieux   | giugno 2009   | Sconosciuto                | Rue Emile Idiers       | Sconosciuta |
| 3      | Le Scrameustache  |       | Gos & Walt         | novembre 2008 | Sconosciuta                | Chaussée de Wavre 1314 | ± 50 m²     |

### Elenco degli affreschi di Neder-Over-Heembeek
| Numero | Fumetto parietale     | Immagine | Autore del fumetto | Data             | Realizzatore dell'affresco | Luogo                    | Superficie |
| ------ | --------------------- | -------- | ------------------ | ---------------- | -------------------------- | ------------------------ | ---------- |
| 1      | Jour de sable         |          | Aimée de Jongh     | 23 novembre 2022 | Urbana project             | Place Saint-Nicolas      | 75 m²      |
| 2      | L'Arbre               |          | Maurane Mazars     | 22 giugno 2023   | Farmprod                   | 150, rue de Lombartzyde  | 99 m²      |
| 3      | Les carnets de Cerise |          | Aurélie Neyret     | 30 agosto 2023   | Urbana project             | 4, rue des trois pertuis | 72 m²      |